# Elitserien i volleyboll för damer 2019/2020
Elitserien i volleyboll för damer 2019/2020 spelades som inte färdigt p.g.a. Coronaviruspandemin 2019–2021. Därför korades ingen svensk mästare.

## Tabeller
RIG Falköping (som repressenterar riksidrottsgymnasiet i Falköping), spelade enbart hemmamatcher (övriga lag spelade alltså 9 hemmamatcher och 10 bortamatcher)
| Pos | Lag                | M  | V  | F  | P  | SV | SF | SK    | BV   | BF   | BK    |
| --- | ------------------ | -- | -- | -- | -- | -- | -- | ----- | ---- | ---- | ----- |
| 1   | Engelholms VS      | 19 | 19 | 0  | 55 | 57 | 8  | 7,125 | 1575 | 1099 | 1,433 |
| 2   | Örebro Volley      | 19 | 16 | 3  | 47 | 51 | 12 | 4,250 | 1525 | 1086 | 1,404 |
| 3   | Hylte/Halmstad VBK | 19 | 14 | 5  | 44 | 49 | 18 | 2,722 | 1544 | 1303 | 1,185 |
| 4   | Sollentuna VK      | 19 | 13 | 6  | 37 | 43 | 32 | 1,344 | 1634 | 1508 | 1,084 |
| 5   | Gislaveds VBK      | 19 | 10 | 9  | 32 | 38 | 32 | 1,188 | 1558 | 1479 | 1,053 |
| 6   | Lindesbergs VBK    | 19 | 8  | 11 | 21 | 26 | 42 | 0,619 | 1346 | 1500 | 0,897 |
| 7   | Lunds VK           | 19 | 6  | 13 | 18 | 26 | 44 | 0,591 | 1391 | 1583 | 0,879 |
| 8   | Linköpings VC      | 19 | 5  | 14 | 17 | 22 | 44 | 0,500 | 1287 | 1525 | 0,844 |
| 9   | RIG Falköping      | 10 | 4  | 6  | 13 | 17 | 20 | 0,850 | 776  | 829  | 0,936 |
| 10  | Värnamo Volley     | 19 | 4  | 15 | 12 | 20 | 50 | 0,400 | 1349 | 1626 | 0,830 |
| 11  | Svedala Volley     | 19 | 1  | 18 | 4  | 8  | 55 | 0,145 | 1098 | 1545 | 0,711 |

## Slutspel
Genomfördes inte

## Fotnoter
1. ↑  ”Volleyboll.se: Coronaviruset”. Arkiverad från originalet den 2 september 2021. https://web.archive.org/web/20210902134914/https://www.volleyboll.se/forforeningen/Coronaviruset/. Läst 1 september 2021.
2. ↑  ”Volleyboll.se Svenska mästare genom tiderna (2020-talet)”. Arkiverad från originalet den 1 september 2021. https://web.archive.org/web/20210901203231/https://www.volleyboll.se/volleyboll/Omvolleyboll/Historik/svenskamastaregenomtiderna/2020-talet. Läst 1 september 2021.